# 菲立辛根堡
菲立辛根堡（荷蘭語：Vlissingen），是臺灣荷治時期的一座城堡，於1636年在魍港興建。其駐防兵力20餘人，用以有效統治北路沿海。菲立辛根堡的興建背景受到多方勢力的影響，包含華南海盜劉香、西班牙人、葡萄牙人、日本人等的開發競爭。此外，由於魍港屬深水港，適合開發且物產豐富（如貝殼與牡蠣），故藉由菲立辛根堡來鞏固此一地域的利益。